# Zosima anethifolia
Zosima anethifolia är en flockblommig växtart som beskrevs av Dc. Zosima anethifolia ingår i släktet Zosima och familjen flockblommiga växter. Inga underarter finns listade i Catalogue of Life.